# Ilminisme

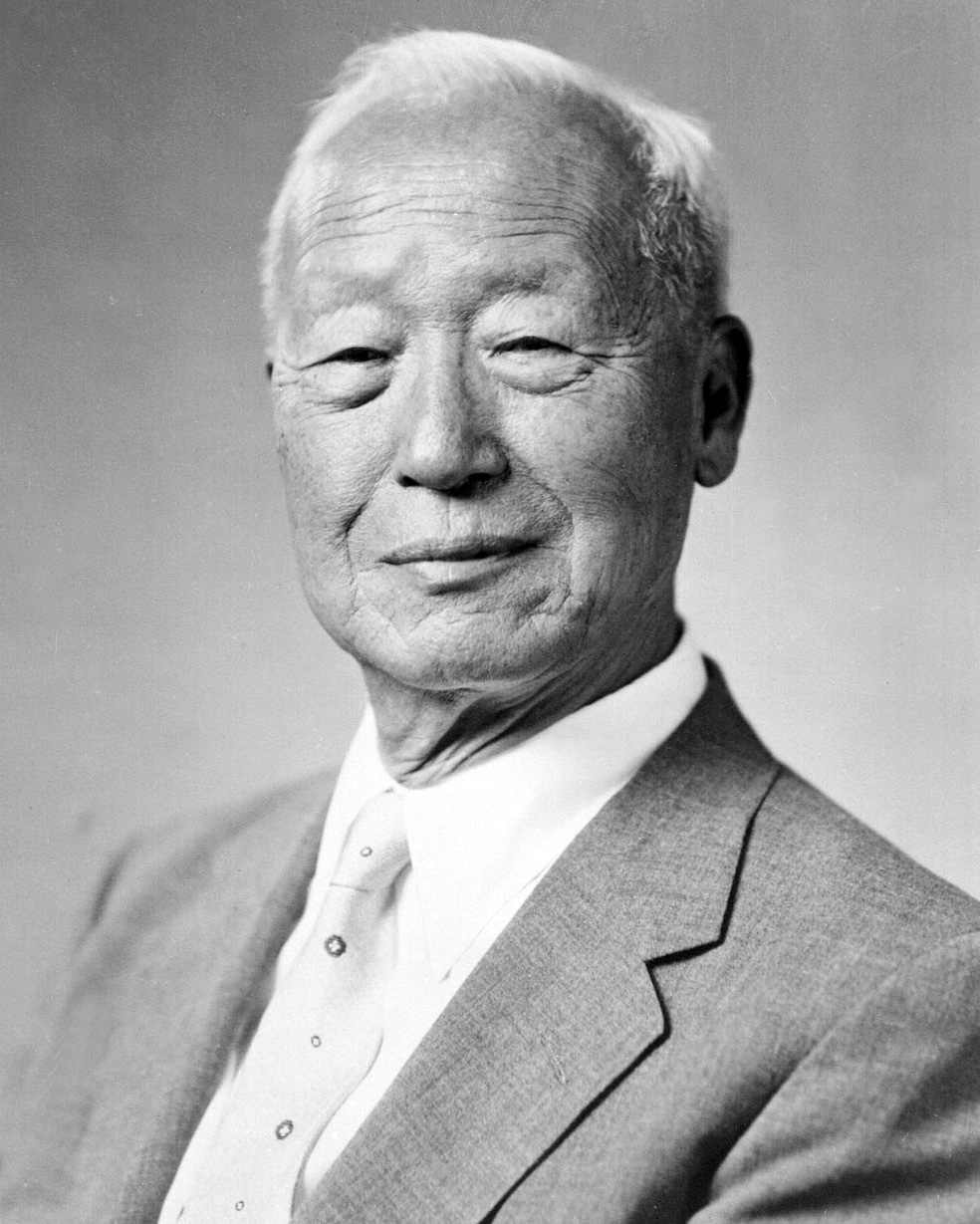
Syngman Rhee, Président de la République de Corée de 1948 à 1960, est le premier défenseur et le principal bénéficiaire politique du Principe d'un-seul-peuple.

L'Ilminisme (hangeul : 일민주의 ; RR : Ilminjuui ; fréquemment traduit par Principe d'un-seul-peuple) est l'idéologie politique de la Corée du Sud durant l'administration de son premier président, Syngman Rhee. Le principe du Ilmin est comparé par des universitaires contemporains à l'idée nazie de Herrenvolk (race supérieure), et fait partie d'une volonté de former un peuple uni et docile autour du gouvernement central fort de Rhee avec des appels au nationalisme et à la suprématie ethnique.
Le concept du Principe d'un-seul-peuple est développé tout d'abord par le ministre de l'Éducation An Ho-sang, qui avait étudié la philosophie à l'université d'Iéna en Allemagne à la fin des années 1920.

## Idéologie
Le principe d'« un seul peuple » est souvent rapproché de l'idéologie allemande de Herrenvolk (race supérieure), caractérisé par l'ambition de construire une base de citoyens disciplinés à travers l'homogénéité ethnique et l'exaltation du nationalisme. La volonté d'adapter cette idéologie germanique à la Corée apparait dans les publications philosophiques de An Ho-sang, le ministre de l'Éducation de l’administration de Syngman Rhee,.
Le principe du Ilmin devient l'ossature idéologique de la « Société nationale » de Rhee puis de celle du régime dirigé par le Parti libéral qui lui succède en 1951.
Le principe d'« un seul peuple » est basé sur un programme politique en quatre points, à savoir l'élimination de la discrimination officielle entre la noblesse et les masses, le nivellement des inégalités entre riches et pauvres par la réforme agraire, l'égalité sociale et politique des sexes et la fin de la discrimination entre le Nord et le Sud ou entre la capitale urbaine et les provinces rurales. Le multipartisme est aboli, au profit de l'union d'un peuple derrière un État à parti (de facto) unique.
Le fondement égalitariste du Principe d'un-seul-peuple, débouchant sur une société sans classes ni inégalité de sexes sous l'égide d'une administration centrale forte, s'est avéré utopique car dans la pratique Rhee s'est révélé être le chef d'une dynastie semi-fasciste inspirée du modèle japonais, avec Rhee dans le rôle de l'empereur.
L'Ilminisme a cependant été efficace pour créer un fort nationalisme anticommuniste capable de s'opposer au Front démocratique pour la réunification de la patrie de Corée du Nord dirigé par Kim Il Sung et le Parti du travail de Corée communiste.

### Contexte historique
L'Ilminisme émerge à un moment clé de l'histoire de la Corée, après la fin de la colonisation japonaise en 1945 et au début de la Guerre froide. La Corée, libérée du joug japonais, se trouvait dans une situation de grande instabilité, avec des tensions internes et des différences idéologiques croissantes entre le Nord, soutenu par l'Union soviétique, et le Sud, sous l'influence des États-Unis. Ce contexte a facilité l'émergence d'une idéologie nationaliste et unificatrice, qui visait à forger une identité nationale forte et cohérente dans le Sud. La vision du "Ilmin" proposait une idée de peuple coréen uni et homogène, ce qui s'alignait avec les désirs de Syngman Rhee d'affirmer une souveraineté absolue et une forte opposition au communisme, qui commençait à se diffuser en Asie. Cependant, l'adhésion à une idéologie si centrée sur l'homogénéité ethnique a aussi créé une fracture entre la Corée du Sud et d'autres mouvements de décolonisation qui s'orientaient vers un pluralisme culturel et politique.